# バルラージ・サーヘニー
バルラージ・サーヘニー（ パンジャーブ語: ਬਲਰਾਜ ਸਾਹਨੀ ヒンディー語: बलराज साहनी、 1913年5月1日-1973年4月13日）は、インドの俳優。映画においては社会派のヒンディー映画を代表する俳優の一人であり、演劇においてはインド人民演劇協会( IPTA、 (Indian People's Theatre Association)  ) の中心で活躍した。

## 生涯
イギリス領インド時代のパンジャーブ地方ラーワルピンディーに生まれる。パンジャーブ語の家庭に育ち、ヒンディー語とサンスクリット語の教育を受けて育つ。1934年にラホールのガヴァメント・カレッジで英文学修士課程を修了し、父の商売を手伝ったのちに、雑誌編集者、BBCのヒンディー語アナウンサーなどの職業を経て俳優としての活動を始める。
ムンバイに移住後はインド人民演劇協会で活動し、インドやヨーロッパの戯曲に出演した。経済的に困窮する中で映画俳優の活動もはじめ、ベンガル飢饉 (Bengal famine of 1943) を扱った映画『大地の子』に出演。妻のダムヤンティー・サーヘニーも俳優だったが1947年に死去し、同年にインド・パキスタン分離独立が起き、バルラージはシュリーナガルの両親に子供を預け俳優活動を続ける。ビマル・ロイ監督の『2エーカーの土地 (Do Bigha Zamin) 』(1953年)での演技が高く評価され、同作品は1954年に第7回カンヌ国際映画祭の国際賞を受賞した。1969年にはインド政府から国家勲章であるパドマ・シュリー勲章を受賞した。
映画俳優として成功したのちは、故郷のパンジャーブを意識した活動が増える。カシミールの詩人メヘジュール (Mahjoor) を題材として、カシミール語による初の劇映画を製作し、パンジャーブ語の戯曲に参加し、パンジャーブ語でパキスタンとロシアの紀行、戯曲、エッセイ、詩などを創作した。IPTAの活動としては、戯曲『最後の燭光』でウルドゥー語の詩人ガーリブを演じた。息子のパリークシト・サーヘニー (Parikshit Sahni) も俳優であり、弟のビーシュム・サーヘニーは作家となった。

## 主な出演作品
- Door Chalen (1946年)

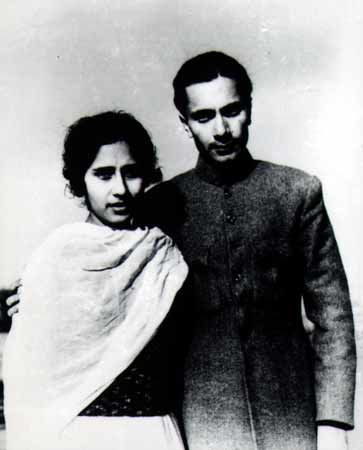
バルラージ・サーヘニーと妻のダムヤンティー・サーヘニー

- Dharti Ke Lal (1946年)
- Badnami (1946年)
- Gudia (1947年)
- Maaldar (1951年)
- Humlog (1951年)
- Hulchul (1951年)
- Badnam (1952年)
- Rahi (1953年)
- Do Bigha Zamin (1953年)
- Bhagyawan (1953年)
- Akash (1953年)
- Naukari (1954年)
- Majboorii (1954年)
- Auladi (1954年)
- Tangewalii (1955年)
- Seema (1955年)
- Garam Coat (1955年)
- Taksaal (1955年)
- Pardesi (1957 film) (1957年)
- Mai Baapi (1957年)
- Lal Battii (1957年)
- Kath Putli (1957年)
- Bhabhi (1957年)
- Sone Ki Chidiya (1958年)
- Lajwanti (1958年)
- Khazanchi (1958年)
- Ghar Sansar (1958年)
- Ghar Grihasti (1958年)
- Satta Bazaar (1959年)
- Heera Moti (1959年)
- Chhoti Bahen (1959年)
- Black Cat (1959年)
- Dil Bhi Tera Hum Bhi Tere (1960年)
- Bindya (1960年)
- Anuradha (1960年)
- Suhag Sindoor (1961年)
- Sapne Suhane (1961年)
- Bhabhi Ki Chudiyan (1961年)
- Batwara (1961年)
- Kabuliwala (1961年)
- Shaadi (1962年)
- Anpadh (1962年)
- Punar Milan (1964年)
- Haqeeqat (1964年)
- Waqt (1965年)
- Faraar (1965年)
- Pinjre Ke Panchhi (1966年)
- Neend Hamari Khwab Tumhare (1966年)
- Aasra (1966年)
- Aaye Din Bahar Ke (1966年)
- Naunihaal (1967年)
- Ghar Ka Chirag (1967年)
- Aman (1967年)
- Hamraaz (1967年)
- Sunghursh (1968年)
- Neel Kamal (1968年)
- Izzat (1968年)
- Duniya (1968年)
- Talash (1969年)
- Nanha Farishta (1969年)
- Ek Phool Do Mali (1969年)
- Do Raaste (1969年)
- Pehchan (1970年)
- Pavitra Paapi (1970年)
- Naya Raasta (1970年)
- Nanak Dukhiya Sab Sansar (1970年)
- Mere Humsafar (1970年)
- Holi Ayee Re (1970年)
- Ghar Ghar Ki Kahani (1970年)
- Dharti (1970年)
- Paraya Dhan (1971年)
- Jawan Mohabbat (1971年)
- Shayar-e-Kashmir Mahjoor (1972年)
- Jawani Diwani (1972年)
- Jangal Mein Mangal (1972年)
- Pyaar Ka Rishta (1973年)
- Hindustan Ki Kasam (1973年)
- Hanste Zakhm	 (1973年)
- Garam Hawa (1973年)
- Jallian Wala Bagh (1977年)
- Amaanat (1977年)